# Luci Minuci Bàsil (tribú 86 aC)
Luci Minuci Bàsil (en llatí: Lucius Minucius Basĭlus) va ser un polític i militar romà. Feia part dels Minucis Bàsils, una branca plebea de la gens Minúcia.
Va ser tribú militar l'any 86 aC, i va servir a les ordres de Sul·la a Grècia. Va lluitar contra Arquelau, general de Mitridates VI Eupàtor a la Primera guerra mitridàtica.
Probablement va ser el pare adoptiu de Marc Satri, un dels assassins de Juli Cèsar.